# Stora Båtsholmen

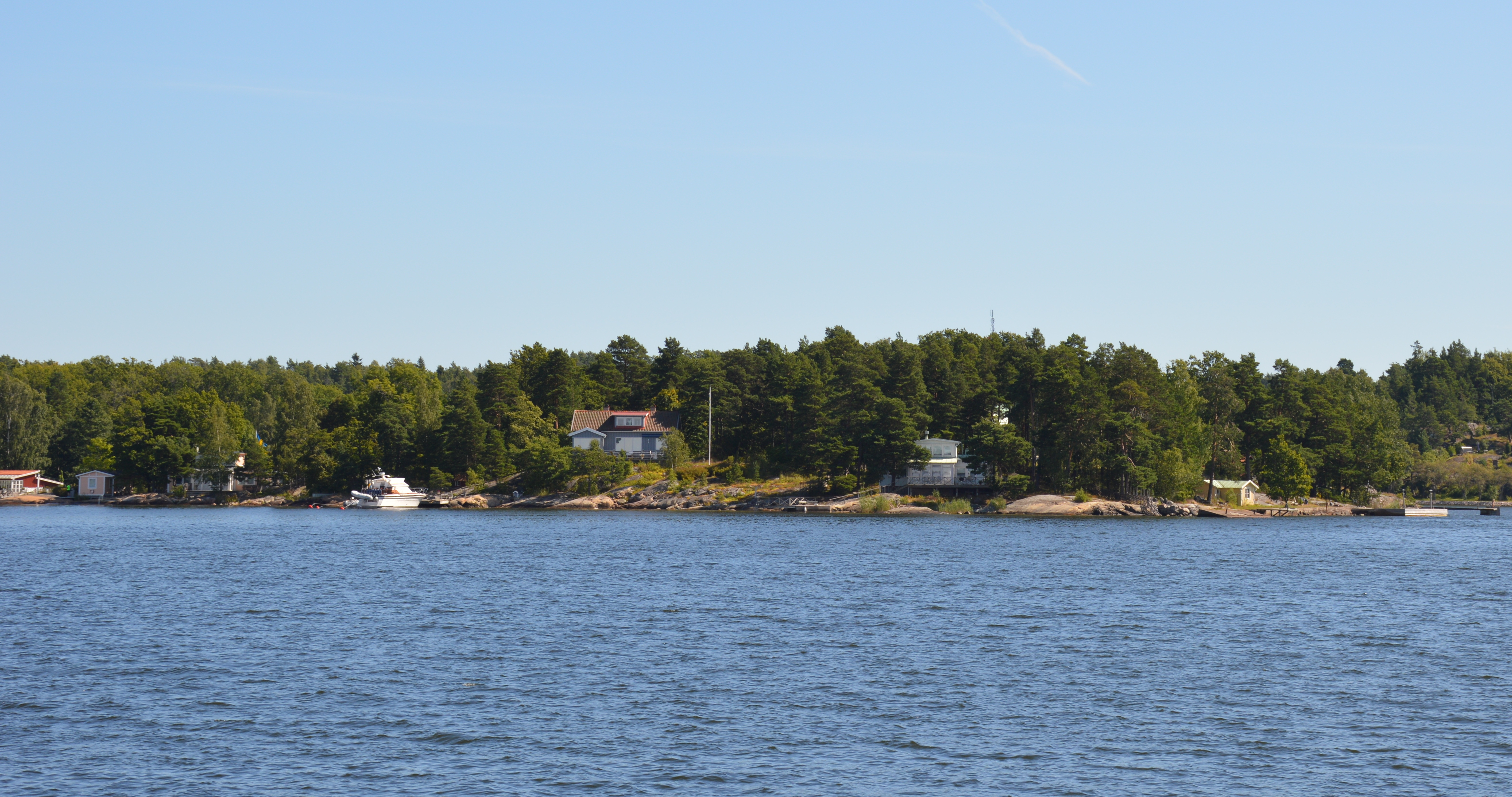
Stora Båtsholmen, Blick von Westen

Stora Båtsholmen ist eine zu Schweden gehörende Insel im Stockholmer Schärengarten.
Die Insel gehört zur Gemeinde Vaxholm und liegt unmittelbar südlich der Insel Tynningö, mit der sie über eine Brücke verbunden ist. Westlich liegt Lilla Båtsholmen. Auf der Ostseite erstreckt sich die nach Tynningö hineinreichende Bucht Marsviken. Südlich von Stora Båtsholmen verläuft die Schiffsroute von der Ostsee nach Stockholm.
Stora Båtsholmen erstreckt sich von Norden nach Süden über etwa 200 Meter bei einer Breite von bis zu etwa 170 Metern. Die Insel ist mit mehreren Gebäuden bebaut und zum Teil bewaldet. Es gibt mehrere Schiffsanleger.
Koordinaten: 59° 23′ N, 18° 23′ O